# Magdeburger SV 90
Der Magdeburger SV 90 (offiziell: Magdeburger Sportverein 1990 e. V.) oder kurz MSV 90 ist ein Sportverein aus Magdeburg in Sachsen-Anhalt. Der Verein wurde 1990 als Nachfolger der BSG Motor Mitte Magdeburg gegründet.
Der Verein ist unter anderen durch seine Handballabteilung bekannt, welche sich zweimal für den DHB-Pokal der Frauen qualifizieren konnte.

## Abteilungen
Der Verein verfügt aktuell die folgenden 15 Abteilungen
| - American Football - Badminton - Behindertensport - Boxen - Cheerleading | - Fußball - Gesundheitssport - Handball - Kegeln - OriWiWa | - Radsport - Ringen - Segeln - Turnen - Volleyball |

### Fußball
Unter dem Namen Magdeburger SV 90 Preussen ist die Fußballabteilung des Vereins bekannt geworden. Diese verfügt seit 2015 über keine erste Herrenmannschaft mehr. Die erste Herrenmannschaft konnte 2005 den Sachsen-Anhalt-Pokal gewinnen und dadurch am DFB-Pokal teilnehmen.

### Handball
Nachdem die Frauenhandball-Mannschaft der BSG Motor Mitte Magdeburg in der Saison 1990/91 knapp den Aufstieg in die DDR-Oberliga verpasst hatte, startet die Handballabteilung in der Saison 1991/92 in der 2. Liga und zwar in der Nord-Staffel. Dort konnte man nicht an die guten Leistungen aus der letzten Saison anknüpfen und man belegte nur den achten Platz. Dadurch musste man gemeinsam mit der HSG Humboldt-Universität Berlin und Fortschritt Cottbus aus der 2. Liga absteigen.
Der Verein wurde daraufhin in die Regionalliga einsortiert und startete in der Staffel Nord. In der Saison 1992/93 konnte man als Achter den erneuten Abstieg verhindern. Nachdem man in der Saison 1993/94 als Neunter erneut die Klasse halten konnte, belegte die Mannschaft in der darauffolgenden Saison den elften Platz und musste gemeinsam mit den MTV Tostedt 1879 und der HSG Wolfsburg aus der Regionalliga absteigen. Seitdem spielt der Verein nur noch unterklassig.
Die Mannschaft konnte sich für den DHB-Pokal der Frauen 2013/14 qualifizieren. In der ersten Runde traf die Mannschaft auf die HSG Bad Wildungen und unterlag in der heimischen Sporthalle mit 18:40. Erneut für den DHB-Pokal der Frauen konnte sich die Mannschaft in der Saison 2015/16 qualifizieren. In der Saison 2016/17 traf die Mannschaft in der ersten Runde auf die SG 09 Kirchhof und schied durch die 13:41-Niederlage aus den DHB-Pokal aus.

### American Football
Die Magdeburg Virgin Guards sind die American-Football-Abteilung des Vereins, von welcher die erste Mannschaft in der GFL 2, früher auch unter dem Namen 2. Bundesliga, spielte. Aktuell spielt die Mannschaft in der Regionalliga Ost.